# Beekhuizen
Beekhuizen es un ressort de Surinam. El mismo se encuentra en el distrito de Paramaribo. Linda con los ressorts de Centrum, Flora, Latour y Livorno.
Según datos del censo del año 2004, cuenta con 19 783 habitantes.